# Pahoa Mahagafanau
Pahoa Mahagafanau es una actriz de cine francesa conocida por su papel en la película Pacifiction en 2022, trabajo que le valió el reconocimiento de la crítica. Por dicho rol recibió una nominación en la 20° edición de los premios de la Sociedad Internacional de Cinéfilos a mejor actriz de reparto. Dicho rol se trató del debut como actriz.

## Biografía
Mahagafanau nació en Francia. Su debut como actriz ocurrió con Pacifiction de Albert Serra. Al principio, cuando fue elegida para formar parte del reparto, iba a ser en calidad de extra. Pero el magnetismo de Mahagafanau hizo que su papel creciera y se encontrara muy cerca del personaje interpretado por Benoît Magimel (protagonista en la película).

## Filmografía
- Pacifiction (2022)

## Premios y nominaciones
| Premio/Festival de Cine                           | Fecha del evento      | Categoría              | Nominado    | Resultado | Ref.  |
| ------------------------------------------------- | --------------------- | ---------------------- | ----------- | --------- | ----- |
| Premios de la Sociedad Internacional de Cinéfilos | 12 de febrero de 2023 | Mejor acriz de reparto | Pacifiction | Nominada  | [ 1 ] |